# Cymbocarpa saccata
Cymbocarpa saccata là một loài thực vật có hoa trong họ Burmanniaceae. Loài này được Noel Yvri Sandwith mô tả khoa học đầu tiên năm 1931.